# Harpalus meteorus
Harpalus meteorus is een keversoort uit de familie van de loopkevers (Carabidae). De wetenschappelijke naam van de soort werd voor het eerst geldig gepubliceerd in 1946 door Pierre Basilewsky.